# Matzersreuth
Matzersreuth ist ein Gemeindeteil und eine Gemarkung der Kreisstadt Tirschenreuth in der Oberpfalz.

## Lage
Das Dorf Matzersreuth liegt fünf Kilometer südöstlich von Tirschenreuth im Stiftland und hat eine Fläche von 1696 Hektar. Durch die Kreisstraße TIR 1 ist der Ort mit den Nachbarorten Lohnsitz und Gründlbach sowie mit der Stadt Tirschenreuth verbunden.

## Geschichte
Der Ort wurde erstmals im Jahr 1154 als „Watzingenreuth“ erwähnt. In dem Ort befand sich die Burg Matzersreuth.
Bis zur Gebietsreform in Bayern am 1. Mai 1978 war es eine selbstständige Gemeinde und wurde nach Tirschenreuth eingemeindet.
Im Ort befindet sich eine Freiwillige Feuerwehr.